# 保羅·戴林傑
山繆爾·保羅·戴林傑（英語：Samuel Paul Derringer，1906年10月17日—1987年11月17日），為美國職棒大聯盟的投手。15年職棒生涯曾效力過紅雀、紅人與小熊等隊。
1935至1940年間，戴林傑四度達成單季20勝，其中1939年更是拿下25勝7敗。他在紅人期間拿下161勝為隊史第二多，僅次於名人堂球星埃帕·瑞克西。而他生涯平均每9局只會送出1.88次保送，這項紀錄在1900年後投超過3000局的國聯投手中僅次於克里斯提·馬修森與格羅佛·克里夫蘭·亞歷山大。

## 生涯初期
1931年4月16日，25歲的戴林傑登上大聯盟。他在菜鳥年就投出18勝8敗，防禦率3.36的不俗成績。他甚至還在9月創下連續33局無失分的紀錄。最後紅雀也順利擊敗運動家拿下世界大賽冠軍，不過他也在世界大賽遭受震撼教育，先發2場全敗，防禦率4.26。1932年球季，他投出11勝14敗。1933年球季，他更是一勝難求。在先發連拿2敗之後，球隊將他、Sparky Adams與Allyn Stout交易至紅人隊，換來里歐·德羅許爾、Dutch Henry與Jack Ogden。到了紅人隊，戴林傑的表現依舊沒有起色，整年合計拿下7勝27敗，防禦率3.23。1934年球季，戴林傑的表現比去年進步許多，拿下15勝21敗。

## 巔峰時期

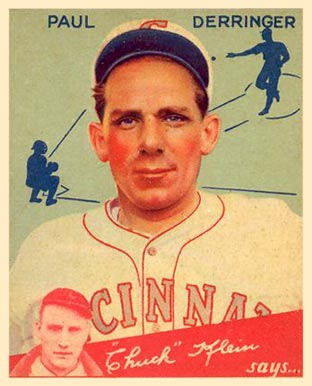
戴林傑頭像的球員卡

1935年，戴林傑拿下22勝13敗，不過紅人整季僅拿下68勝85敗。而他也在這年首度入選明星賽。1936年，他單季先發51次，打破Rube Benton在1912年寫下的單季50次先發出賽的隊史紀錄。
1938年他拿下21勝14敗，紅人也拿下82勝68敗，睽違10年突破5成勝率。1939年，戴林傑投出生涯最佳的25勝7敗，不過隊友Bucky Walters拿下投手三冠王，同時拿下國聯MVP。有了這兩位強力投手的加持，紅人在1939年拿下國聯冠軍。1939年世界大賽，戴林傑在第一場與第四場先發，不過他在第一場悲情吞下完投敗，第四場球隊在延長賽不敵洋基。最終球隊4連敗遭到橫掃。
1940年，戴林傑連續3年拿下單季20勝，這一年他20勝12敗，防禦率3.06。他在國聯MVP的票選排名第四。1940年世界大賽，雖然戴林傑在第一場先發輸給老虎隊，不過他在第四場與第七場都拿下完投勝。幫助紅人拿下隊史第二冠。

## 生涯後期
1941年與1942年球季，戴林傑分別投出12勝14敗與10勝11敗的普通成績。不過他在這2年都還是有入選明星賽。1943年1月，他被交易至小熊隊。1943年與1944年，他分別拿下10勝14敗與7勝13敗。1945年，他拿下16勝11敗小熊隊也順利拿下國聯冠軍。該年的世界大賽，戴林傑以後援投手身分出賽3場比賽，可惜最後小熊3勝4敗輸給老虎。他生涯拿下223勝212敗，防禦率3.46，1507次三振。還有251次完投與32次完封勝。
1958年，戴林傑成為第一批入選紅人隊名人堂的選手之一。1987年他在佛羅里達州的薩拉索塔去世，享年81歲。

## 冷知識
- 1939年，戴林傑締造大聯盟投手最多的單季17次犧牲觸擊。
- 1942年4月30日，道奇隊投手Chet Kehn完成個人初登板，也是他生涯唯一一次在大聯盟的先發，面對的投手正好就是戴林傑。

## 外部連結
- 球員資訊和成績在MLB ，ESPN，Retrosheet ，Baseball Reference ，Baseball Reference (Minors) ，Fangraphs，The Baseball Cube （英文）